# Mikhail Zygar

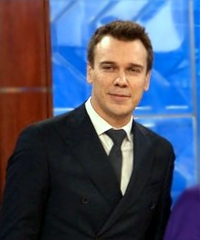
Mikhail Zygar em 2013

Mikhail Zygar (em russo: Михаил Викторович Зыгарь) é um jornalista russo, escritor e cineasta. Nascido em 1981, estudou jornalismo internacional no Instituto Estatal de Moscou para Relações Internacionais e na Universidade do Cairo. Trabalhou no jornal russo Kommersant (2000 - 2009) e nos portais OpenSpace.ru (2009-2011), Gzt.ru (2010), Forbes.ru (2010-2011). Em 2014 recebeu do Comitê de Proteção a Jornalistas o prêmio Liberdade de Imprensa Internacional. Atuou de 2010 a 2015 como editor-chefe do único canal independente de notícias da TV russa Dozhd (chuva, em russo). Em outubro de 2016 Zygar esteve no Brasil para participar da 3ª edição do Festival piauí GloboNews de Jornalismo.
Aberto  em 2010 pelo empresário Alexander Vinokurov e por sua esposa Natália Sindeyeva, o canal Dozhd foi capaz, sob a liderança de Zygar, de fornecer uma alternativa aos canais de TV federais controlados pelo Kremlin. A cobertura feita pelo canal de questões políticas sensíveis ao contexto russo, como os protestos de rua de Moscou em 2011 e 2012 e a intervenção russa na Ucrânia em 2014, foram radicalmente distintos das versões oferecidas pela cobertura dos canais oficiais da Rússia.
Zygar é autor, junto com o jornalista russo Valery Panyushkin, de Gazprom - A Nova Arma Russa (pela editora russa Zakharov, 2008, ).  Individualmente Zygar publicou Guerra e Mito (2007), coletânea de ensaios sobre sua atuação como jornalista em situações de conflito no leste europeu e oriente médio e Todos os Homens do Kremlin: por dentro da corte de Vladimir Putin (2016), perfil do presidente russo Vladimir Putin e de sua atuação no Kremlin escrito ao longo de 16 anos, com lançamento previsto no Brasil para final de 2017.  

## Atuação noDozhd

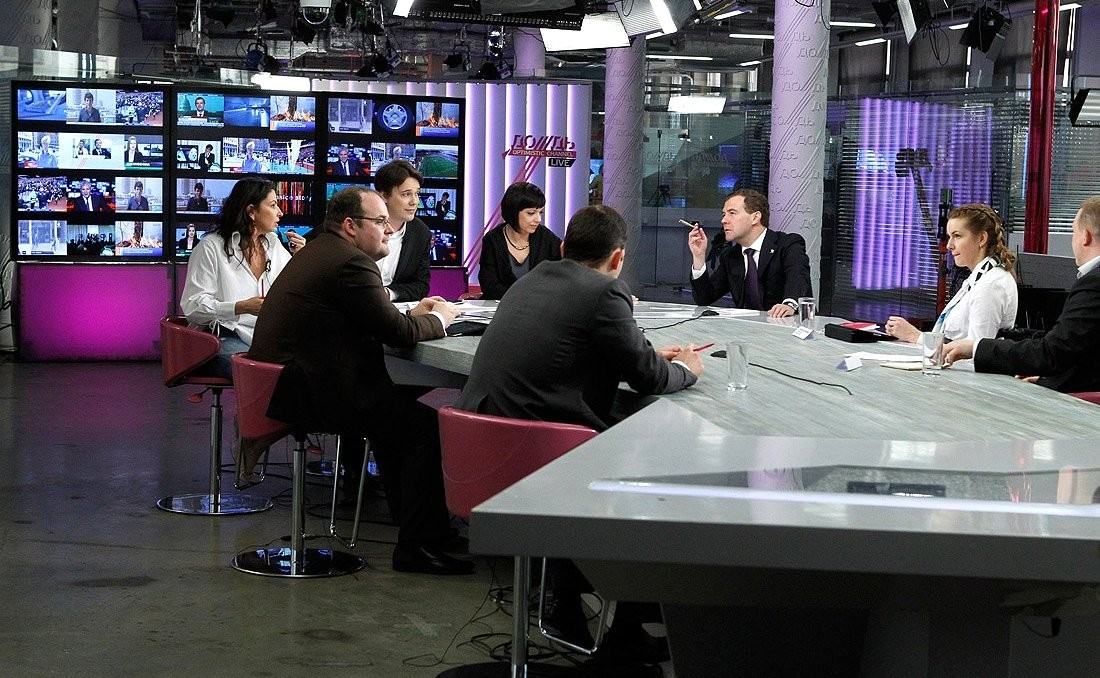
Dmitri Medvedev no Dozhd em 2013

Em 2010 Zygar tornou-se o primeiro editor-chefe do Dozhd, o canal de TV independente da Rússia em 10 anos. Dozhd ganhou destaque em 2011 com sua cobertura dos protestos de massa contra Vladimir Putin. Zygar organizou a cobertura ao vivo de todos os protestos, que foram amplamente ignorados pela televisão estatal. O portal Vice News chegou a considerar Zygar e sua equipe como 'os últimos jornalistas na Rússia'.
Em 2014 o Dozhd tornou-se alvo de ataques aos quais se atribui motivação política. Tais eventos se iniciam quando o canal cobria intensamente protestos anti-governo diários na Ucrânia. Os problemas do canal ocorreriam ao final de janeiro, quando Dozhd apresenta um programa de história sobre o cerco de Leningrado de 1941-44 e coloca uma pergunta em votação: Teria valido a pena render-se em Leningrado para salvar vidas? Em poucos dias pode-se observar reações: os maiores fornecedores de televisão a cabo da Rússia afirmaram que não iriam mais veicular o canal e o parlamento russo aprovou uma lei banindo a publicidade em canais privados, o que levou o canal a criar uma taxa de inscrição para os espectadores. 
Em dezembro de 2015 procuradores vêm ao escritório do Dozhd para executar uma inspeção das instalações, alegando investigarem as atividades do canal em relação à luta contra o extremismo e a legislação do trabalho e licenciamento. Em entrevista ao jornal RBC, Zygar admite que o Dozhd participou da investigação da família do Procurador-Geral da Rússia, conduzida pelo ativista anti-corrupção Alexei Navalny. De acordo com especulações da mídia, esta cooperação pode ter levado ao início das inspecções.
Uma semana mais tarde Zygar anuncia que estaria deixando o cargo de editor-chefe do canal. Disse ao  "Kommersant"  que pretende se envolver num projeto próprio intitulado "a História da Rússia Livre". "Eu tenho cinco anos conduzindo o canal, cada Executivo precisa parar depois de um período. Isso mesmo, eu tenho que fazer alguma coisa", acrescentou Zygar. Entretanto, de acordo com outros meios de comunicação independentes, a demissão de Zygar pode ter sido causada por pressão política. O editor-chefe da rádio "Eco de Moscou" rádio Alexei Venediktov afirmou que estadistas de alta patente , incluindo o Primeiro-Ministro Dmitry Medvedev, se enfureceram com o livro Todos os Homens do Kremlin de Zygar e exigiram que os proprietários do Dozhd demitissem o jornalista.

## Prêmios
Em 2014, o Comitê de Proteção aos Jornalistas (CPJ) anunciou que Mikhail Zygar receberia o Prêmio Internacional de Liberdade de Imprensa. Ele foi o sétimo russo a ser honrado (depois de Tatyana Mitkova em 1991, Evgeny Kiselyov em 1995,Yelena Masyuk em 1997, Musa Muradov em 2003, Dmitry Muratov em 2007 e Nadira Isayeva em 2010).